# Georgi Kitow
Georgi Kitow (bułg. Георги Китов, ur. 1 marca 1943 w Dupnicy, zm. 14 września 2008 w Staroselu koło Płowdiw) – bułgarski archeolog i trakolog. Odkrywca m.in. grobowca w Aleksandrowie i grobowca Seutesa III; autor około 200 publikacji naukowych. Był znany z kontrowersyjnych metod badawczych, takich jak używanie buldożerów i koparek, co spotykało się z krytyką środowiska naukowego. Zmarł w wieku 65 lat na zawał serca.

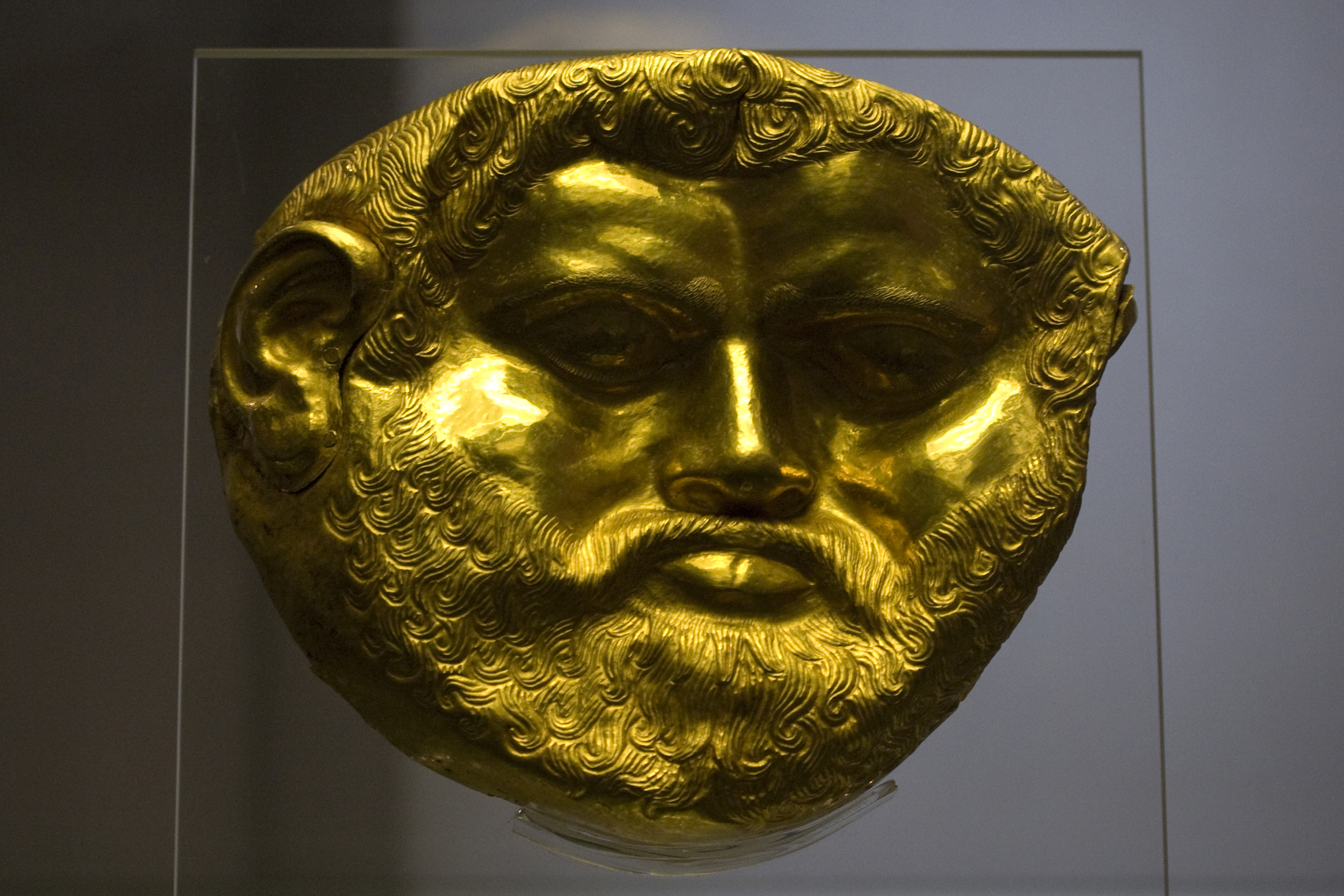
Złota maska pogrzebowa, V w. p.n.e.; odkrycie prof. Kitowa z 2004 roku

Prowadził badania w Dolinie Trackich Królów. Jego odkrycia przyczyniły się do lepszego zrozumienia kultury starożytnych Traków. Pokazały też, że Trakowie byli zaawansowani w obróbce metali, a bogate grobowce wskazywały na istnienie elit społecznych, które wierzyły w życie po śmierci.
Mimo licznych osiągnięć Kitow był krytykowany za zbyt szybkie i mało precyzyjne wykopaliska oraz za współpracę z osobami podejrzanymi o handel antykami. W 2001 roku został na rok odsunięty od prowadzenia badań przez Narodowy Instytut Archeologiczny w Sofii, ale kontynuował prace jako kurator i przewodniczący zgromadzenia ogólnego tej instytucji. Kitow bronił swoich metod, argumentując, że szybkie działania to jedyny sposób na walkę ze złodziejami artefaktów.
Przez media był określany "bułgarskim Indianą Jonesem".
Kitow miał żonę, Dianę, oraz córkę. 